# Theodore Shapiro
Theodore „Teddy“ Shapiro (* 29. September 1971 in Washington, D.C.) ist ein US-amerikanischer Filmkomponist, der in Hollywood arbeitet.

## Leben
Den Bachelor absolvierte Shapiro an der Brown University 1993 und seinen Master-Abschluss erreichte er an der Juilliard School of Music 1995. Danach komponierte Shapiro das Werk Ophelia, wozu die New York Post schrieb: „Shapiro has clearly got a keen ear for orchestral colors, both delicate and robust.“ Er studierte Komposition bei David Diamond und Ron Nelson.
Shapiro unterlegt bevorzugt Filme des Frat Packs mit Musik und erhielt den BMI Film & TV Award bereits sieben Mal. In … und dann kam Polly ist er auch einmal als Darsteller zu sehen.

## Filmografie (Auswahl)
- 1993: The State (Fernsehserie)
- 1995: The State’s 43rd Annual All-Star Halloween Special (Fernsehfilm)
- 1996: Tick
- 1997: Hurricane
- 1997: Six Ways to Sunday
- 1997: Restaurant
- 1998: Die Safe Spezialisten
- 1999: The Kinsey 3 (Fernsehfilm)
- 1999: On the Ropes
- 2000: Girlfight – Auf eigene Faust (Girlfight)
- 2000: State and Main
- 2000: Prince of Central Park
- 2001: Wet Hot American Summer
- 2001: Heist – Der letzte Coup (Heist)
- 2001: Nicht noch ein Teenie-Film! (Not Another Teen Movie)
- 2002: Love in the Time of Money
- 2002: Bug
- 2003: Old School – Wir lassen absolut nichts anbrennen (Old School)
- 2003: Flight Girls (View from the Top)
- 2003: Girlhood
- 2004: Fashion Fa Shizzle Wit Huggie Bizzle
- 2004: … und dann kam Polly (Along Came Polly)
- 2004: Starsky & Hutch
- 2004: 30 über Nacht (13 Going on 30)
- 2004: Voll auf die Nüsse (Dodgeball: A True Underdog Story)
- 2005: The Baxter
- 2005: Dick und Jane (Fun with Dick and Jane)
- 2006: Der Teufel trägt Prada (The Devil Wears Prada)
- 2006: Ich, Du und der Andere (You, Me and Dupree)
- 2006: Idiocracy
- 2007: Die Eisprinzen (Blades of Glory)
- 2007: HBO Voyeur Project (Miniserie)
- 2007: Das Mädchen im Park (The Girl in the Park)
- 2007: Mr. Woodcock
- 2008: Tropic Thunder
- 2008: Semi-Pro
- 2008: Ein verhängnisvoller Sommer (The Mysteries of Pittsburgh)
- 2008: Marley & Ich (Marley & Me)
- 2009: Jennifer’s Body – Jungs nach ihrem Geschmack (Jennifer’s Body)
- 2009: Year One – Aller Anfang ist schwer (Year One)
- 2009: Trauzeuge gesucht! (I Love You, Man)
- 2009: Haben Sie das von den Morgans gehört? (Did You Hear About the Morgans?)
- 2010: Gregs Tagebuch – Von Idioten umzingelt! (Diary of a Wimpy Kid)
- 2010: Dinner für Spinner (Dinner for Schmucks)
- 2011: Arthur
- 2011: Ein Jahr vogelfrei! (The Big Year)
- 2012: Game Change – Der Sarah-Palin-Effekt (Game Change)
- 2012: Die Qual der Wahl (The Campaign)
- 2012: Wie beim ersten Mal (Hope Springs)
- 2012: Die Piraten! – Ein Haufen merkwürdiger Typen (Pirates! – Band of Misfits)
- 2013: One Chance – Einmal im Leben (One Chance)
- 2013: Wir sind die Millers (We’re the Millers)
- 2013: Das erstaunliche Leben des Walter Mitty (The Secret Life of Walter Mitty)
- 2014: St. Vincent
- 2015: Spy – Susan Cooper Undercover (Spy)
- 2015: Mr. Collins’ zweiter Frühling (Danny Collins)
- 2015: The Invitation
- 2015: Trumbo
- 2015: Man lernt nie aus (The Intern)
- 2016: Central Intelligence
- 2016: Zoolander 2
- 2016: Ghostbusters (Ghostbusters: Answer the Call)
- 2016: Office Christmas Party
- 2016: Verborgene Schönheit (Collateral Beauty)
- 2016: Why Him?
- 2017: Der Polkakönig (The Polka King)
- 2017: Mädelstrip (Snatched)
- 2017: Captain Underpants – Der supertolle erste Film (Captain Underpants: The First Epic Movie)
- 2018: Destroyer
- 2018: Nur ein kleiner Gefallen (A Simple Favor)
- 2019: Last Christmas
- 2019: Spione Undercover – Eine wilde Verwandlung (Spies in Disguise)
- 2019: Bombshell – Das Ende des Schweigens (Bombshell)
- 2020: Trolls World Tour
- 2021: Die geheime Benedict-Gesellschaft (The Mysterious Benedict Society, Fernsehserie, 7 Episoden)
- 2021: The Eyes of Tammy Faye
- 2021: The Good House
- 2022: Severance (Fernsehserie, 9 Episoden)
- 2022: The School for Good and Evil
- 2023: Trolls – Gemeinsam Stark (Trolls Band Together)
- 2024: Ein Jackpot zum Sterben! (Jackpot!)
- 2024: Wolfs
- 2025: Nur noch ein kleiner Gefallen (Another Simple Favor)

## Konzertmusik
- String Quartett (1994)
- The Dreamful Heart, for soprano and orchestra (1995)
- Three Songs for Spring, for soprano and piano (1995)
- Ophelia, for solo flute and orchestra (1996)
- Of Blood and Carnations, for orchestra (1997)
- City of Windows, for soprano and piano trio (1998)

## Auszeichnungen
BMI Film Music Award
- 2004: … und dann kam Polly
- 2004: Starsky & Hutch
- 2005: Voll auf die Nüsse
- 2007: Ich, Du und der Andere
- 2007: Der Teufel trägt Prada
- 2007: Die Eisprinzen
- 2012: Die Qual der Wahl